# Jacob Ericsson
Jacob Ericsson (sinh ngày 17 tháng 9 năm 1993) là một cầu thủ bóng đá người Thụy Điển thi đấu cho Örgryte IS ở vị trí hậu vệ.